# Maxime Mourguiat
Maxime Mourguiat, né le 29 octobre 1900 à Tarnos et mort le 10 janvier 1991 à Labenne dans les Landes,, est un coureur cycliste français.

## Biographie
Ancien sociétaire de l'AG Soustons, Maxime Mourguiat participe à deux reprises au Tour de France dans les années 1920. Il ne parvient toutefois jamais à terminer la course. 

## Palmarès et résultats

### Palmarès par année
- 1923
  - 3e du Tour du Guipuscoa
- 1925
  - 2e du Circuit de la Chalosse
- 1927
  - 3e du Circuit du Béarn
- 1928
  - 2e du Grand Prix de Charlieu
- 1930
  - 2e du Circuit du Béarn
  - 2e du Circuit du Marensin

### Résultats sur les grands tours

#### Tour de France
2 participations
- 1925 : non-partant (8e étape)
- 1926 : abandon (10e étape)